# Virals – Nur die Tote kennt die Wahrheit
Virals – Nur die Tote kennt die Wahrheit (Seizure) ist das zweite Jugendbuch der US-amerikanischen Autorin Kathy Reichs, welches sie zusammen mit ihrem Sohn Brendan Reichs verfasst hat. Veröffentlicht wurde es 2011 im Razorbill-Verlag. Die deutsche Übersetzung von Knut Krüger erschien 2012 im cbj-Verlag.

## Inhalt
Seit die Virals – Tory Brennan, Hi Stolowitski, Shelton Devers und Ben Blue – einige Monate zuvor den Hundewelpen Cooper aus einem Labor gerettet und sich dabei bei ihm mit einer genetisch veränderten Version des Parvoviruses angesteckt haben, mit dem dieser zu Forschungszwecken illegal infiziert worden ist, hat sich das Leben der vier Teenager von Grund auf verändert: Das Virus hat in ihre DNS Wolf-DNS eingeschleust, was es ihnen ermöglicht, zeitweise sogenannte „Schübe“ zu haben: Phasen, in denen ihre physischen Fähigkeiten und Sinne denen von Wölfen entsprechend übermenschlich gut sind. Aus Angst, selbst Opfer illegaler Experimente zu werden, behalten die vier ihre Superkräfte für sich und versuchen diese besser zu verstehen. Schnell bemerken sie, dass ihre Fähigkeiten und Sinne nicht bei allen gleich stark ausgeprägt sind; so ist Torys Geruchssinn während eines Schubes beispielsweise nochmals um einiges feiner als der der anderen Virals, was es ihr sogar ermöglicht, Pheromone ihrer Mitmenschen (und somit deren Gefühle) zu „riechen“.
Um fiskale Probleme zu lösen und da das dort illegal durchgeführte Parvovirus-Experiment schlechte Presse verursacht hat, plant die Universität von Charleston, South Carolina unterdessen, das LIRI-Forschungsinstitut – für das die Eltern der Virals arbeiten – zu schließen. Da dies bedeuten würde, dass die Eltern der Virals sich jeweils woanders Arbeit suchen müssten, und die vier somit getrennt werden würden, fassen sie den Beschluss, das Geld, das für den Fortbestand des Instituts nötig ist, irgendwie aufzutreiben. Nach kurzer Ideensuche hat Tory schließlich den Einfall, nach dem Piratenschatz der legendären Piratin Anne Bonny zu suchen, der angeblich in der Gegend um Charleston zu finden sein soll. Ben, Hi und Shelton sind zwar zunächst skeptisch, lassen sich aber aufgrund mangelnder Alternativen dazu breitschlagen, bei der Suche mitzumachen.
Nachdem die vier eine von Anne Bonny angefertigte Schatzkarte aus dem Charleston Museum mitgehen haben lassen und in einer Pfandleihe günstig, von Bonny verfasste Briefe ersteigert haben, welche Hinweise auf den Schatz geben, finden sie schließlich heraus, dass der Schatz unterhalb der Charlestoner Altstadt zu finden sein muss. Sie entdecken ein – mit tödlichen Fallen gespicktes – Tunnelsystem, durch das sie sich mithilfe ihrer Schübe aber unbeschadet hindurchnavigieren können. Am Ende des Tunnels angekommen, müssen sie enttäuscht feststellen, dass der Schatz wohl an einen anderen Ort verlegt wurde, auf den ein – in Irischer Sprache verfasster – Hinweisspruch (Anne Bonny war Irin) deutet.
Während sie darauf warten, dass Torys Großtante Dr. Temperance Brennan – die etwas Irisch spricht – den Hinweisspruch übersetzt, gehen die Virals einer anderen Spur nach: Auf der Schatzkarte und in all ihren Briefen hat Anne Bonny – Quasi als ihr Markenzeichen – ein Keltenkreuz mit gebogener Spitze gezeichnet. Nach kurzer Recherche finden sie heraus, dass sich genau so ein Kreuz im Familienbesitz der Claybourne-Familie befindet.
Um an das Kreuz heranzukommen, befreien sie kurzerhand Chance Claybourne – ein ehemaliger Mitschüler von ihnen und Sohn von Hollis Claybourne, der wegen der Virals im Gefängnis sitzt – aus der Psychiatrischen Klinik, in die er nach einem Nervenzusammenbruch, den er bei der Verhaftung seines Vaters erlitten hat, eingewiesen wurde. Gemeinsam mit Chance holen die Virals das Kreuz aus einem der Ferienhäuser der Claybournes und machen sich anschließend zu fünft auf den Weg nach Bull Island, wo laut dem – inzwischen übersetzten – Hinweisspruch der Schatz zu finden sein soll. Mithilfe von Hinweisspruch und Kreuz entdecken sie dort schließlich eine vergrabene Schatzkiste. Bevor sie diese jedoch öffnen können, tauchen plötzlich Sallie und Chris Fletcher auf, und wollen die Virals und Chance töten, um an den Schatz zu gelangen. Die beiden sind Kuratoren des Charleston Museums und schon seit Jahren auf der Suche nach Anne Bonnies Schatz. Als sie bemerkt haben, dass die Virals Bonnies Karte gestohlen haben, haben sie die vier heimlich verfolgt und bei ihrer Schatzsuche beobachtet.
Mithilfe ihrer Fähigkeiten gelingt es den Virals die Fletchers zu überwältigen und mit der Schatzkiste von Bull Island zu fliehen. Zurück zu Hause ist die Enttäuschung groß: Die Schatzkiste ist leer! Chase, der sich die übermenschliche Kraft und Geschwindigkeit der Virals, mit der sie die Fletchers überwältigt haben, nicht erklären kann, zweifelt an seinem Verstand, und kehrt in die Nervenklinik zurück.
Nach genauerer Untersuchung der Kiste entdeckt Tory, dass diese doch nicht ganz leer ist: Sie findet einen weiteren Hinweis auf den Verbleib des Schatzes, der sie zu einer alten Kirche auf Dewees Island führt. Dort entdecken die vier schließlich endgültig den Schatz, der sich allerdings als weniger umfangreich herausstellt, als sie sich erhofft hatten: Nur ein Säckchen mit Golddublonen dessen Gesamtwert vielleicht bei $100000 liegt (und damit nicht zur Rettung des LIRI-Forschungsinstituts ausreicht) und ein antikes Büchlein. Die Freude über den Fund wird jäh unterbrochen, als die Virals erneut von konkurrierenden Schatzsuchern bedroht werden. Diesmal von Nigel Short – einem Archivar der auf die Virals aufmerksam geworden ist, als er Anne Bonnies Briefe für sie authentifiziert hat – und seinen Handlangern. Erneut gelingt es den vieren, ihre Widersacher mithilfe ihrer Fähigkeiten zu überwältigen, und sie anschließend an die Polizei auszuliefern.
Später stellt sich heraus, dass das antike Büchlein tatsächlich einige, bisher verschollene Seiten, des unschätzbar wertvollen Book of Kells ist, welche Bonny bei einem ihrer Raubzüge erbeuten konnte. Die Seiten werden an die Irische Regierung übergeben, welche im Gegenzug für diesen Nationalschatz eine Stiftung einrichtet, die fortan das LIRI-Institut finanziert und somit dessen Zukunft sichert. Die Golddublonen behalten die Virals für sich.

## Figuren
- Victoria „Tory“ Brennan
- Hiram „Hi“ Stolowitski
- Shelton Devers
- Ben Blue
- Dr. Christopher „Kit“ Howard
- Whitney Dubois
- Chance Claybourne
- Jason Taylor
- Sallie Fletcher
- Chris Fletcher
- Rodney Brincefield
- Madison Dunkle
- Ashley Bodford
- Courtney Holt

## Ausgaben
- Kathy Reichs: Virals – Nur die Tote kennt die Wahrheit. cbj, München 2012, ISBN 978-3-570-15366-6
- Kathy Reichs: Seizure. Razorbill, 2011, ISBN 978-1-59514-394-5 (englisch)